# Miloš Luković
Miloš Luković (en serbe : Милош Луковић), né le 18 novembre 2005 à Belgrade en Serbie, est un footballeur serbe qui évolue au poste d'avant-centre à l'UD Las Palmas, en prêt du RC Strasbourg.

## Biographie

### En club
Né à Belgrade en Serbie, Miloš Luković commence le football à l'âge de sept ans et est formé par l'un des clubs de la capitale, le FK IMT Belgrade.
Après avoir participer à la promotion de son équipe vers la première division à l'issue de la saison 2022-2023, Luković est nommé capitaine du FK IMT Belgrade.
Il joue son premier match de première division serbe le 29 juillet 2023, lors de la première journée de la saison 2023-2024 face au FK Spartak Subotica. Il est titularisé et marque son premier but dans l'élite en transformant un penalty,.
Le 13 janvier 2024, Miloš Luković signe en faveur du RC Strasbourg pour un contrat courant jusqu'en juin 2028. Il ne rejoint toutefois le club qu'à l'été 2024, étant prêté jusqu'à la fin de la saison à son club formateur, l'FK IMT Belgrade.
Arrivé en juillet 2024 à Strasbourg, l'attaquant serbe voit ses débuts avec le club alsacien en raison d'une sciatalgie, une blessure qui le tient éloigné des terrains pendant plusieurs mois.
Le 5 janvier 2025, après n'avoir disputé que deux rencontres avec le RC Strasbourg, il est prêté pour six mois au SC Heerenveen.

### En sélection
Miloš Luković représente l'équipe de Serbie des moins de 19 ans. Au total il joue cinq matchs avec cette sélection.
Le 12 septembre 2023, Miloš Luković joue son premier match avec l'équipe de Serbie espoirs lors d'un match amical face à l'Azerbaïdjan. Il entre en jeu et son équipe s'impose par deux buts à zéro.

## Vie privée
Miloš Luković est le frère de Luka Luković, lui aussi footballeur professionnel.